# Bellenglise
Bellenglise je francouzská obec, která se nachází v departementu Aisne, v regionu Hauts-de-France.

## Poloha
Bellenglise má rozlohu 6,4 km². Nejvyšší bod je položen 129 m n. m. A nejnižší bod 77 m n. m..

## Obyvatelstvo
Bellenglise má 383 obyvatel (2012).
Počet obyvatel